# إدغار فاكا
إدغار فاكا (بالإسبانية: Edgar Vaca Barbosa)‏ هو لاعب كرة قدم بوليفي في مركز الدفاع، ولد في 2 مايو 1956. شارك مع منتخب بوليفيا لكرة القدم. أما مع النوادي، فقد لعب مع نادي بوليفار.